# Гіпервентиляція
Гіпервентиля́ція — фізіологічний термін, що означає підвищену вентиляцію легень внаслідок посиленого дихання, відбувається при багатьох невідкладних станах. 
Розрізняють гіпервентиляцію як симптом захворювання і гіпервентиляцію в дайвінгу (контрольовану і неконтрольовану). Також на основі гіпервентиляції існують спеціальні дихальні техніки.
Зазвичай доросла людина робить від 8 до 16 вдихів в хвилину. Перевищення цього показника може вказувати на гіпервентиляцію легенів.